# Henry Stisted
Henry Cockburn Gresley Heathcote Stisted (* 3. Oktober 1909 in Winchester; † 24. April 1962 in Droxford) war ein britischer Autorennfahrer. 

## Familie
Henry Sisted kam als eines von zehn Kindern des Ehepaars Courtney Heathcote Stisted und Edith Harvey Stisted zur Welt. Er heiratete 1932 Angela Mary Moggridge, mit der er selbst zwei Kinder hatte. 

## Karriere als Rennfahrer
Henry Stisted war in den 1930er-Jahren als Rennfahrer aktiv. Er startete mehrmals beim 2 × 12-Stunden-Rennen von Brooklands und ging 1931 als Teamkollege von Joan Chetwynd beim 24-Stunden-Rennen von Le Mans an den Start. Ein defekter Zündverteiler am Motor des MG C-Type Midget beendete das Rennen des Duos vorzeitig.

## Statistik

### Le-Mans-Ergebnisse
| Jahr | Team               | Fahrzeug         | Teamkollege   | Platzierung | Ausfallgrund  |
| ---- | ------------------ | ---------------- | ------------- | ----------- | ------------- |
| 1931 | Hon. Joan Chetwynd | MG C-Type Midget | Joan Chetwynd | Ausfall     | Zündverteiler |